# Marek Kincl (Fußballspieler)
Marek Kincl (* 3. April 1973 in Prag) ist ein tschechischer Fußballspieler auf der Position des Stürmers.

## Vereinskarriere
Der Tscheche gilt als klassischer Mittelstürmer, der sowohl über einen strammen Schuss als auch über ein gutes Kopfballspiel verfügt. Der Stürmer spielte in den Anfangsjahren seiner Karriere in verschiedenen tschechischen Klubs. Darunter fielen unter anderem die bekannten Vereine SK Hradec Králové, FC Slovan Liberec, Dukla Příbram und FK Viktoria Žižkov. 
Insgesamt war Kincl bei elf verschiedenen tschechischen Klubs, ehe er im Jahre 2000 zu Sparta Prag wechselte. Zuvor machte der Stürmer mit 15 Toren in 22 Meisterschaftsspielen für Viktoria Žižkov auf sich aufmerksam. Kincl feierte bei Sparta Prag seine erfolgreichste Zeit in der tschechischen Liga, war jedoch oft nicht in der Stammelf vertreten. Im Jahre 2003 wurde er mit der Mannschaft nach 2001 zum zweiten Mal tschechischer Meister, spielte jedoch nur acht Mal in der Startelf. In der folgenden Champions-League-Saison 2003/04 konnte er das Siegtor für Sparta gegen Lazio Rom erzielen und brachte damit die Mannschaft in das Achtelfinale. 
Dies war allerdings das bislang letzte Spiel von Kincl für Sparta. Er  ging in der Winterpause nach Russland zu Zenit St. Petersburg. Dort erzielte der Tscheche ein Tor in fünf Spielen. Er wechselte bereits nach wenigen Monaten wieder den Verein und ging nach Österreich zum Erstligisten SK Rapid Wien. Dort konnte er in seiner ersten Saison neun Ligatreffer erzielen und wurde mit der Mannschaft Meister. Im Mai 2007 wechselte der tschechische Stürmer von Rapid zum Zweitligisten ASK Schwadorf. Im Sommer 2008 wechselte Kincl zum tschechischen Erstligaaufsteiger FK Bohemians Prag. Kincl wechselte im August 2010 zum Viertligisten SK Viktorie Jirny.

## Nationalmannschaft
Marek Kincl debütierte im Jahre 2000 mit fast 27 Jahren im Rahmen des Carlsberg Cup gegen Mexiko für die tschechische Fußballnationalmannschaft. In der 61. Spielminute wurde er für Pavel Verbíř eingewechselt, Tschechien gewann mit 2:1. Sein zweites und letztes Länderspiel absolvierte er am 16. August 2000, die tschechische Mannschaft unterlag der Auswahl Sloweniens in Ostrava mit 0:1. Kincl kam in der 75. Minute für Jan Koller auf das Spielfeld.

## Sportliche Erfolge
- Tschechischer Meister 2001 und 2003 mit Sparta Prag
- Österreichischer Meister 2005 mit Rapid Wien